# Мишаче
Мишаче (словен. Mišače) је насељено место у општини Радовљица, Горењска регија, Словенија.

## Историја
До територијалне реорганизације у Словенији биле су у саставу старе општине Радовљица.

## Становништво
У попису становништва из 2011. године, Мишаче су имале 75 становника.
| Број становника према пописима | Број становника према пописима | Број становника према пописима |
| ------------------------------ | ------------------------------ | ------------------------------ |
| 1991                           | 2002                           | 2011                           |
| 65                             | 66                             | 75                             |

## Галерија
- знамење
- распеће